# 헬게 로스벵
헬게 로스벵(덴마크어: Helge Rosvænge, 본명: 헬게 안톤 로센빙 한센(Helge Anton Rosenvinge Hansen), 1897년 8월 29일 ~ 1972년 6월 17일)는 덴마크의 음악가이다.